# LOS Muziektheater
LOS Muziektheater is een muzikale cabaretgroep die ontstond in 2006.

## Geschiedenis
De vier leden van de oorspronkelijke formatie, Charlotte Waardenburg, Femke Vernij, Kim de Fuijk en Dookje Engelhard, leerden elkaar kennen als studiegenoten bij de opleiding Muziektheater van het ArtEZ Conservatorium in Arnhem. Na de officiële oprichting van Stichting LOS Muziektheater in 2009 nam de groep deel aan meerdere cabaretfestivals, waaronder het Amsterdams Kleinkunst Festival en het Groninger Studenten Cabaret Festival. Vanaf 2019 neemt Vivianne den Boom de plek over van Waardenburg.
In 2010 ontwikkelde de groep haar eerste avondvullende voorstelling getiteld Lijf On Stage met regisseurs Joop van der Linden en Jan van Eijndthoven. De show toerde gedurende twee jaar in de theaters in Nederland.
In 2012 werd de tweede voorstelling gelanceerd: FCKD, geregisseerd door Rien Kroon en Silvester Zwaneveld. Ook deze show werd twee seizoenen gespeeld.
Van 2014 - 2016 staat LOS Muziektheater met hun derde voorstelling Total Los op de planken.
In september 2016 vervolgen ze hun theatertournee met hun vierde voorstelling: VAST

LOS Muziektheater wordt sinds 2011 ondersteund door het toenmalige MojoTheater, tegenwoordig George Visser Productions geheten.

## Voorstellingen
- Lijf On Stage (2010-2012)
- FCKD (2012-2014)
- Total Los (2014-2016)
- Uit het leven gegrepen (2016)
- VAST. (2016-2018)
- Lusten en Lasten (2019-2021)

## Discografie
| Jaar | Titel         | Format | Label        | Catalogusnr | Opmerking |
| ---- | ------------- | ------ | ------------ | ----------- | --------- |
| 2009 | LOS zingt     | CD     | Eigen beheer | onbekend    |           |
| 2011 | Lijf On Stage | CD     | Eigen beheer | onbekend    |           |
| 2011 | Lijf On Stage | DVD    | Eigen beheer | onbekend    |           |
| 2013 | FCKD          | CD     | Eigen beheer | onbekend    |           |
| 2013 | FCKD          | DVD    | Eigen beheer | onbekend    |           |
| 2015 | Total LOS     | CD     | Eigen beheer | onbekend    |           |
| 2015 | Total LOS     | DVD    | Eigen beheer | onbekend    |           |
| 2017 | VAST          | CD     | Eigen beheer | onbekend    |           |
| 2017 | VAST          | DVD    | Eigen beheer | onbekend    |           |